# (6143) Pythagoras
(6143) Pythagoras es un asteroide perteneciente al cinturón de asteroides, región del sistema solar que se encuentra entre las órbitas de Marte y Júpiter, más concretamente a la familia de Coronis, descubierto el 14 de mayo de 1993 por Eric Walter Elst desde el Observatorio de La Silla, Chile.

## Designación y nombre
Designado provisionalmente como 1993 JV. Fue nombrado Pythagoras en homenaje al filósofo griego matemático Pitágoras de Samos. Contribuyó al desarrollo de las matemáticas y generalmente se le atribuye el primer fundamento matemático de las teorías sobre la armonía en la física y las artes. Aunque es difícil distinguir su enseñanza de la de sus discípulos, los principios pitagóricos influyeron fuertemente en el pensamiento de Platón y, en menor medida, en el de Aristóteles.

## Características orbitales
Pythagoras está situado a una distancia media del Sol de 2,856 ua, pudiendo alejarse hasta 3,051 ua y acercarse hasta 2,662 ua. Su excentricidad es 0,068 y la inclinación orbital 1,561 grados. Emplea 1763,85 días en completar una órbita alrededor del Sol.

## Características físicas
La magnitud absoluta de Pythagoras es 12,7. Tiene 7,988 km de diámetro y su albedo se estima en 0,277. 